# 名古屋銀行 (東海銀行の前身)

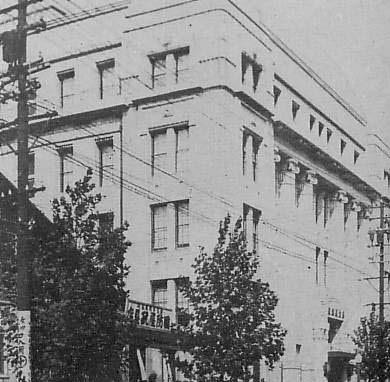
名古屋銀行（東海銀行前身）本店

名古屋銀行（なごやぎんこう）は、明治期に愛知県名古屋市で設立された銀行で、東海銀行（現三菱UFJ銀行）の前身の一つ。
1882年（明治15年）に、名古屋に本店を置く私立銀行としては前年の伊藤銀行に次いで2番目に設立。その後、1941年（昭和16年）に愛知銀行、伊藤銀行と合併し、東海銀行を新たに設立。
名古屋相互銀行を前身とし、現存している名古屋銀行とは全く関連が無い。

## 沿革

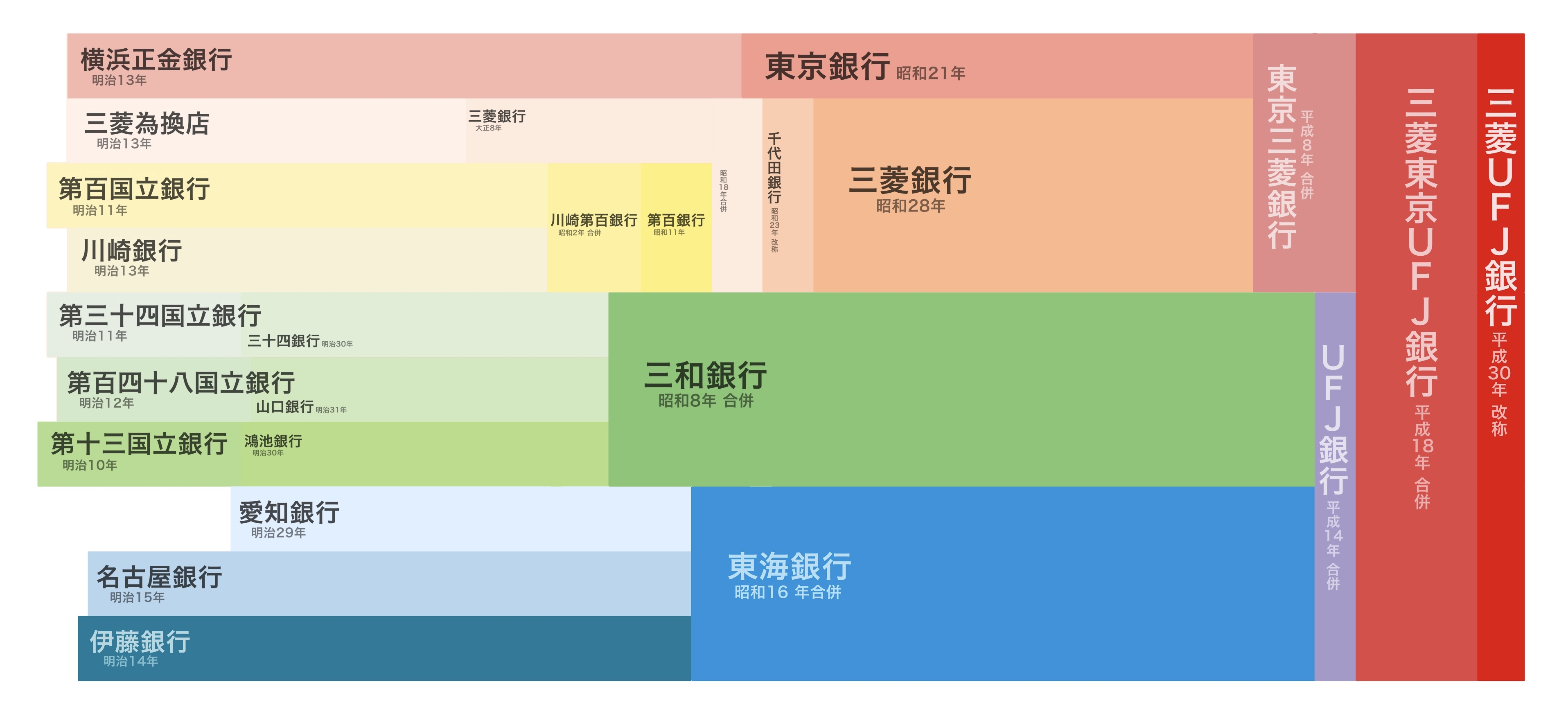
名古屋銀行は、東海銀行・UFJ銀行を経て現・三菱UFJ銀行の前身のひとつになっている。

- 1882年（明治15年）1月21日：設立出願
- 1882年（明治15年）4月24日：設立認可
- 1882年（明治15年）7月23日：開業
- 1893年（明治26年）6月13日：名古屋貯蓄銀行を設立し貯蓄預金業務を移管
- 1905年（明治38年）6月1日：堀川銀行の営業を譲受け堀川支店開設
- 1905年（明治38年）7月23日：鴻池銀行名古屋支店の営業を譲受け
- 1907年（明治40年）1月4日：豊島銀行の営業を譲受け一宮支店開設
- 1907年（明治40年）5月25日：幅下銀行の営業を譲受け幅下支店、2出張所開設
- 1907年（明治40年）6月22日：津島銀行を合併し津島、栄町支店開設
- 1912年（明治45年）4月30日：笠松銀行を合併し笠松支店、3出張店開設
- 1914年（大正3年）
  - 4月20日：古知野銀行の営業を譲受け2出張店、3派出所開設
  - 8月20日：北浜銀行の取り付け騒ぎの余波で名古屋銀行でも取り付け騒ぎが発生する[1]。
- 1917年（大正6年）3月1日：西尾銀行豊橋支店の営業を譲受け豊橋支店開設
- 1917年（大正6年）4月15日：金城銀行を合併し赤塚、中市場支店、5派出所開設
- 1918年（大正7年）9月2日：安達銀行の営業を譲受け静岡支店開設
- 1925年（大正14年）12月3日：多治見銀行の営業を譲受け6支店、2出張所、7派出所開設
- 1928年（昭和3年）3月10日：淀橋銀行の営業を譲受け淀橋支店、新町出張所開設
- 1928年（昭和3年）6月30日：名古屋貯蓄銀行を合併
- 1941年（昭和16年）6月9日：愛知銀行、伊藤銀行と合併し東海銀行を新立

## 発起人
- 小出庄兵衛：尾張徳川家御用達商人、尾張十人衆
- 神野金之助：後に東海汽船、福寿生命保険社長、豊橋の神野新田の開発者
- 森本善七：尾張徳川家御用達商人、尾張十人衆
- 横井半三郎（2代目）：茶舗升屋横井半三郎商店（現：升半茶店）当主
- 近藤友右衛門：尾張徳川家御用達の綿糸商信濃屋（現：信友）当主
- 墨卯助
- 水野良助
- 滝定助：瀧定合名会社社長（横浜松坂屋の前身野澤屋呉服店当主の3代目茂木惣兵衛の実兄）
- 八木平兵衛：家業の太物商を成功させ財を成し、尾張紡績などにも出資した。先代は西春日井出身で明治初年に名古屋に出て瀬戸物屋「八木屋」の店員を経て太物商を始めた[2]。平兵衛を襲名した長男 (1875年生[3])は一宮電気社長、大同電力取締役、木曽電気製鉄監査役なども務めた。
- 滝兵右衛門（4代目）：尾張徳川家御用達商人、尾張十人衆絹屋兵右衛門（現東証一部：タキヒヨー）当主

## 歴代頭取

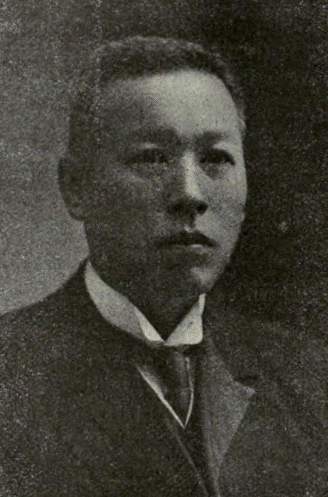
8代頭取恒川小三郎

- 初代：滝兵右衛門（1882年（明治15年）7月23日就任）
- 2代：小出庄兵衛（1884年（明治17年）3月3日就任）
- 3代：滝兵右衛門（1885年（明治18年）1月8日就任）
- 4代：森本善七（1887年（明治20年）1月8日就任）
- 5代：滝兵右衛門（1888年（明治21年）1月8日就任）
- 6代：春日井丈右衛門（1907年（明治40年）7月21日就任）
- 7代：滝定助（1916年（大正5年）7月21日就任）
- 8代：恒川小三郎（1924年（大正13年）1月24日就任）
- 9代：井倉和雄（1936年（昭和11年）7月25日就任）

## 資本金推移
- 1882年（明治15年）7月23日：20万円（払込済4万円）
- 1894年（明治27年）5月25日：50万円
- 1906年（明治39年）1月19日：100万円
- 1907年（明治40年）6月22日：121万円（津島銀行の合併に伴い）
- 1912年（明治45年）4月30日：156万円（笠松銀行の合併に伴い）
- 1912年（大正元年）8月26日：300万円
- 1917年（大正6年）4月15日：324万円（金城銀行の合併に伴い）
- 1917年（大正6年）7月21日：700万円
- 1920年（大正9年）1月21日：2000万円
- 1928年（昭和3年）6月30日：2060万円（名古屋貯蓄銀行の合併に伴い）

## 合併時の店舗

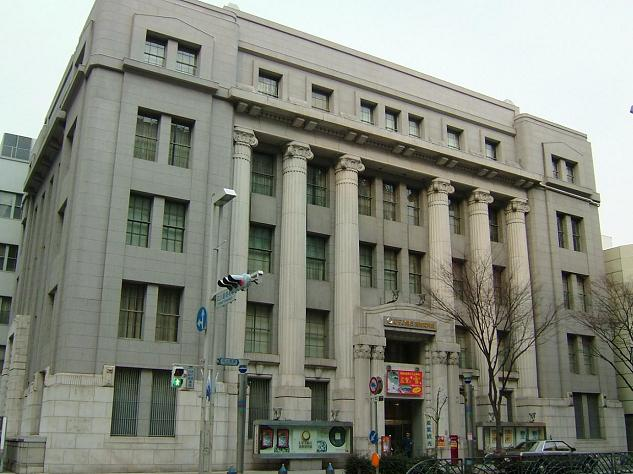
名古屋銀行旧本店

- 本店

名古屋市中区栄町1丁目1番地（現名古屋市中区錦二丁目20番25号）
東海銀行設立時に広小路支店。建物は中央信託銀行設立時に名古屋支店となり、その後三菱東京UFJ銀行貨幣資料館として使用されていた。2018年よりザ・コンダーハウスというレストラン・結婚式場として再活用されている。
- 支店（48支店）
  - 一宮市の一宮支店の建物はオリナス一宮として、一宮市の公共施設（ホール）として使用されている。

## 合併時の役員
- 頭取：井倉和雄
- 常務：藤野菊雄、菅野直一、安藤時宗
- 取締役：森本善七、恒川義夫、加藤泰次郎
- 監査役：北尾伊三郎、棚橋太作